# Marian Diamond
Marian Diamond (rodným jménem Cleeves; 11. listopadu 1926 – 25. července 2017) byla vědkyně a pedagožka, která je považována za jednoho ze zakladatelů moderní neurovědy. Spolu se svým týmem jako první publikovala důkazy o tom, že mozek se může měnit se zkušenostmi a zlepšovat se. Tento děj se dnes nazývá neuroplasticita. Její výzkum mozku Alberta Einsteina přispěl k probíhající vědecké revoluci v pochopení úlohy gliových buněk v mozku. Její přednášky Integrative Biology na YouTube byly v roce 2010 druhým nejoblíbenějším vysokoškolským kurzem na světě. Byla profesorkou anatomie na Kalifornské univerzitě v Berkeley. Její další publikované výzkumy se zabývaly rozdíly mezi mozkovou kůrou samců a samic potkanů, souvislostí mezi pozitivním myšlením a zdravím imunitního systému a rolí žen ve vědě.